# Giorgio Bellono
Giorgio Bellono (Torino, 1809 – Torino, 4 dicembre 1854) è stato un magistrato e politico italiano, sindaco di Torino dal 1850 al 1852.

## Biografia
Fu nominato sindaco di Torino con decreto reale il 25 gennaio 1850. Esercitò il proprio mandato in un periodo di grande espansione edilizia (tra il 1848 e il 1861 la popolazione passò da 136.000 a 204.000 abitanti): proprio durante il suo mandato, nel 1852, fu approvato il "Piano di ingrandimento della capitale" che intendeva gestire tale processo. Alla scadenza del proprio mandato, alla fine del 1852, riferiva tra gli interventi conclusi il restauro della Chiesa della Gran Madre di Dio, la risistemazione della chiesa e del cenotafio di San Pietro in Vincoli, devastati dall'esplosione dell'Arsenale di Borgo Dora, la costruzione di nuove scuole e caserme.
Fu inoltre deputato del Regno di Sardegna nella IV e V legislatura, dal 1849 alla propria scomparsa, nel 1854. Era stato anche eletto nell'aprile del 1848 alla prima legislatura nel collegio elettorale di Ivrea, ma l'elezione fu annullata dalla Camera il 15 maggio perché la carica di avvocato dei poveri, da lui ricoperta, fu giudicata incompatibile con la carica di deputato
La sua città gli ha intitolato una via nel quartiere Mirafiori Nord.